# John Jeremiah Bigsby
Pour les articles homonymes, voir Bigsby.
John Jeremiah Bigsby (né le 14 août 1792 - mort le 10 février 1881) est un médecin et géologue anglais. Membre de la Société américaine de philosophie, il est maire de Newark-on-Trent de 1827 à 1830. En 1850, il publie The Shoe and Canoe, un livre relatant sa vie et ses voyages en Amérique du Nord britannique. En 1868, il publie son œuvre scientifique la plus importante, Thesaurus Siluricus, qui présente une liste de tous les fossiles du Silurien. Il publie également Thesaurus Devonico-Carboniferus et meurt peu avant d'avoir complété Thesaurus Permianus. 
John Bigsby reçoit la médaille Murchison en 1874 et crée la médaille Bigsby en 1876.

## Biographie
John Bigsby naît en 1792 à Nottingham. Il est le fils aîné de John Bigsby (1760-1844) et Mary (morte en 1821).
Comme son père avant lui, Bigsby fréquente l'université d'Édimbourg, où il devient Docteur en médecine en 1814. Il est un temps médecin au Royal Infirmary d'Édimbourg (en). En 1816, il intègre la British Army comme assistant chirurgien et est posté au Cap de Bonne-Espérance en 1817. L'année suivante, il est posté en Amérique du Nord britannique. D'abord à Québec, il est envoyé ensuite à Hawkesbury afin d'y soigner le typhus chez les immigrants irlandais.